# Thaumalea popovi
Thaumalea popovi är en tvåvingeart som beskrevs av Joost 1978. Thaumalea popovi ingår i släktet Thaumalea och familjen mätarmyggor.
Artens utbredningsområde är Bulgarien. Inga underarter finns listade i Catalogue of Life.